# Nogradska županija
Nogradska županija (mađarski: Nógrád megye) jedna je od 19 mađarskih  županija. Pripada regiji Sjevernoj Mađarskoj. Administrativno središte je Salgótarján. Površina županije je 2546 km², a broj stanovnika 220 261. 

## Zemljopisne osobine
Nalazi se u sjevernoj Mađarskoj, u regiji Sjevernoj Mađarskoj (Észak-Magyarország)
Susjedne županije su Peštanska zapadu, jugozapadu i jugu, Heveška na jugu i jugoistoku te Boršod-abaújsko-zemplénska istoku. Na sjeveru graniči sa Slovačkom.
Gustoća naseljenosti je 86 stanovnika po četvornom kilometru. 
U Nogradskoj se županiji nalazi 129 naselja.
Gradovi u ovoj županiji su: Salgótarján, Balassagyarmat, Bátonyterenye, Pasta (Pásztó), Szécsény i Rétság.

## Upravna organizacija
Hrvatska imena naselja prema ili

### Sela i velika sela
- Alsópetény
- Alsótold
- Banka
- Bárna
- Becske
- Bercel
- Berkenye
- Bér
- Bokor
- Borsosberény
- Buják
- Cered
- Cserháthaláp
- Cserhátsurány
- Cserhátszentiván
- Csesztve
- Csécse
- Csitár
- Debercsény
- Dejtár
- Diósjenő
- Dorogháza
- Drégelypalánk
- Ecseg
- Egyházasdengeleg
- Egyházasgerge
- Endrefalva
- Kirta
- Erdőtarcsa
- Etes
- Érsekvadkert
- Felsőpetény
- Felsőtold
- Galgaguta
- Garáb
- Herencsény
- Héhalom
- Hollókő
- Hont
- Horpács
- Hugyag
- Iliny
- Ipolyszög
- Ipolytarnóc
- Ipolyvece
- Jobbágyi
- Karancsalja
- Karancsberény
- Karancskeszi
- Karancslapujtő
- Karancsság
- Kazár
- Kalovo
- Keszeg
- Kétbodony
- Kisbágyon
- Kisbárkány
- Kisecset
- Kishartyán
- Kozárd
- Kutasó
- Legénd
- Litke
- Lucfalva
- Ludányhalászi
- Magyargéc
- Magyarnándor
- Márkháza
- Mátramindszent
- Mátranovák
- Mátraszele
- Mátraszőlős
- Mátraterenye
- Mátraverebély
- Mihálygerge
- Mohora
- Nagybárkány
- Nagykeresztúr
- Nagylóc
- Nagyoroszi
- Nemti
- Nézsa
- Nógrád
- Nógrádkövesd
- Nógrádmarcal
- Nógrádmegyer
- Šapovo
- Nógrádsipek
- Nógrádszakál
- Netejča
- Őrhalom
- Ősagárd
- Palotás
- Patak
- Patvarc
- Piliny
- Pusztaberki
- Rákóczibánya
- Rimóc
- Romhány
- Ságújfalu
- Sámsonháza
- Somoskőújfalu
- Sóshartyán
- Szalmatercs
- Szanda
- Szarvasgede
- Szátok
- Sendija
- Szente
- Szécsénke
- Szécsényfelfalu
- Szilaspogony
- Szirák
- Szuha
- Szurdokpüspöki
- Szügy
- Tar
- Terény
- Tereske
- Tolmács
- Venjarac
- Varsány
- Vizslás
- Zabar

## Stanovništvo
U županiji živi oko 220 261 stanovnika (prema popisu 2001.).
- Mađari = 211 517
- Romi, Bajaši = 9 950
- Slovaci = 3 845
- Nijemci = 1 200
- Rumunji = 115
- Ukrajinci 123
- ostali, među kojima Hrvata 17

## Vanjske poveznice
- (engleski) Mađarski statistički ured - nacionalni sastav Nogradske županije 2001.